# Fly6ix
Fly6ix war eine private Fluggesellschaft mit Sitz in Freetown in Sierra Leone und Basis auf dem Freetown International Airport.
Fly6ix wurde Ende 2010 gegründet und durch den Staatspräsidenten Ernest Bai Koroma als neue nationale Fluggesellschaft des Landes anerkannt. Ende 2011 wurde der Betrieb eingestellt.
Fly6ix flog von Freetown aus nach Bamako in Mali, Banjul in Gambia, Conakry in Guinea und Monrovia in Liberia.
Die Flotte der Fly6ix bestand im November 2011 aus einem Embraer ERJ 135.